# Fallschirmjäger-Division Erdmann
Die Fallschirmjäger-Division Erdmann war ein Großverband der Luftwaffe der deutschen Wehrmacht während des Zweiten Weltkrieges.

## Geschichte

### Aufstellung
Die Division wurde Anfang September 1944 im Raum Bitsch aus verschiedenen, z. T. ungeschulten und schlecht ausgerüsteten Alarmeinheiten aufgestellt.

### Market Garden
Zum 9. September 1944 folgte bereits die schnelle Verlegung in die Niederlande, um die englische Luftlandung Market Garden im Raum Arnheim abzuwehren. Namensgeber war der Kommandeur der Division, Generalleutnant Wolfgang Erdmann.
Gliederung im September 1944:
- Fallschirmjäger-Regiment [Oberst Günther] Menzel mit zwei Bataillonen, später Fallschirmjäger-Regiment 19
- Fallschirmjäger-Regiment [Major Franz] Graßmel mit zwei Bataillonen, später Fallschirmjäger-Regiment 20
- Fallschirmjäger-Regiment Löytved-Hardegg mit zwei Bataillonen, später Fallschirmjäger-Regiment 21
- Fallschirmjäger-Ersatz- und Ausbildungs-Regiment Greve mit zwei Bataillonen, später III./Fallschirmjäger-Regiment 21
- Fallschirmjäger-Regiment Hübner mit zwei Bataillonen, später Fallschirmjäger-Regiment 24
- Fallschirmjäger-Panzerjäger-Regiment Grunwald mit zwei Bataillonen, später Fallschirmjäger-Panzerjäger-Abteilung 7

Die Unterstellung erfolgte unter die 1. Fallschirm-Armee bei der Heeresgruppe B. Mitte September 1944 war die Division als linker Nachbar der Kampfgruppe Walther an der Westfront bei Someren eingesetzt. Ab dem 9. Oktober 1944 erfolgte in Venlo die Umgliederung zu einer Fallschirmjäger-Division.

### Auflösung durch Umbenennung
Am 25. November 1944 wurde die Division dann in 7. Fallschirmjäger-Division umbenannt.

## Bekannte Divisionsangehörige
- Oberjäger Joseph Beuys[1]